# Papilionella pterophora
Papilionella pterophora är en nässeldjursart som beskrevs av Antsulevich och Vervoort 1993. Papilionella pterophora ingår i släktet Papilionella och familjen Sertulariidae. Inga underarter finns listade i Catalogue of Life.